# Dème d'Ekáli (Ioánnina)
Le dème d'Ekáli, en grec moderne : Δήμος Εκάλης / Dímos Ekális, est un ancien dème du district régional d'Ioánnina, en Épire, Grèce. Depuis 2010, il est fusionné au sein du dème de Zítsa.
Selon le recensement de 2011, la population du dème compte 1 541 habitants.